# JDŽ 20
Die Lokomotiven der Reihe 20 der Jugoslovenske Državne Železnice (JDŽ) sind Schlepptenderdampflokomotiven für den gemischten Einsatz vor Reise- und Güterzügen mit der Achsfolge 1’C. Ursprünglich waren die ersten Lokomotiven der Reihe für die Chemins de fer Orientaux erbaut worden, die sie für den Einsatz auf der Bahnstrecke Thessaloniki–Monastir vorgesehen hatte.
Vor dem Zweiten Weltkrieg war sie die meistverbreitete Reihe jugoslawischer Dampflokomotiven, sowohl auf dem Normalspurnetz als auch dem umfangreichen Schmalspurnetz in Bosnischer Spurweite (760 mm) gab es keine andere Baureihe mit dieser Stückzahl.

## Geschichte
Zwischen 1912 und 1922 wurden insgesamt 243 Lokomotiven hergestellt. Die ersten drei Lokomotiven mit den CFO-Nummern 521–523 wurden 1912 von Borsig für die Compagnie des Chemins de fer Orientaux (CFO) hergestellt, die sie auf der von ihr verwalteten Bahnstrecke Thessaloniki–Monastir (Chemin de fer de Salonique à Monastir (SM)) einsetzen wollte. Der Erste Balkankrieg verhinderte dies, die vorrückende serbische Armee fand die drei noch nicht in Betrieb genommenen Lokomotiven während ihres Vormarschs im Oktober 1912 in Skopje vor und gliederte sie in den Bestand der serbischen Bahnen ein.

### Serbien
Die CFO-Lokomotiven überzeugten die Maschinenabteilung der serbischen Staatsbahn Srpske državne železnice (SDŽ) auf Anhieb, so dass sie bei Borsig 20 den CFO-Lokomotiven entsprechende Lokomotiven bestellte, die bereits 1913 ausgeliefert wurden und die Nummern 601–620 erhielten. Eine weitere Serie von 20 Stück wurde anschließend bestellt, bedingt durch den Beginn des Ersten Weltkriegs kamen davon 1914 lediglich noch drei Stück zur Auslieferung.

### Griechenland
Nach dem Ende des ersten Balkankriegs musste Serbien die ursprünglichen drei CFO-Lokomotiven wieder abgeben, da ihre vorgesehene Einsatzstrecke jetzt zum größten Teil in Griechenland lag. 1920 wurden sie von der griechischen Staatsbahn Sidirodromoi Ellinikou Kratos (SEK) als Baureihe Εγ (Epsilon-gamma) mit den Nummern 241–243 übernommen.

### k.u.k. Heeresbahn
Die k.u.k. Heeresbahn (k.u.k. HB) bestellte bei Henschel & Sohn 20 weitere Lokomotiven, die 1916 von Borsig im Auftrag von Henschel hergestellt und an die k.u.k. HB geliefert wurden. Diese erhielten die Nummern 860.001–020. Außerdem übernahm die k.u.k. HB die SDŽ-Lokomotiven 605 und 615 als 860.021–022.

### Jugoslawien
Die Železnice Kraljevine Srba, Hrvata i Slovenaca (SHS), die Staatsbahn im Königreich der Serben, Kroaten und Slowenen, übernahmen 17 der SDŽ-Lokomotiven mit den Nummern 601–613, 615, 617–618 und 620, die die SDŽ-Nummern behielten. Die beiden während des Weltkriegs in den Bestand der k.u.k. Heeresbahn übernommenen Lokomotiven erhielten ihre alten SDŽ-Nummern 605 und 615 zurück. Außerdem wurden acht der 1916 für die Heeresbahn erbauten Lokomotiven mit den Nummern 860.003–004, 006, 008–009, 011, 016 und 020 in den SHS-Bestand übernommen und nicht umgezeichnet.
1922 wurden von Borsig, Henschel, Hanomag, AEG, Krauss in München und Rheinmetall als Reparationsleistung 200 Lokomotiven gebaut, die die SHS-Nummern 6001–6200 erhielten.
Die 1929 gegründeten Jugoslovenske državne železnice (JDŽ) zeichneten die Reparationslokomotiven 1933 in 20-001 bis 20-200 um. Die ehemaligen SDŽ-Lokomotiven wurden in unveränderter Reihenfolge in 20-201 bis 20-217 umgezeichnet. Die ehemaligen k.u.k. HB-Lokomotiven wurden in veränderter Reihenfolge als 20-218 bis 20-225 neu nummeriert:
| Fabriknummer (Henschel) | Fabriknummer (Borsig) | k.u.k. HB-Nr./ SHS-Nr./ JDŽ-Nr. (bis 1933) | JDŽ-Nr. (ab 1933) |
| ----------------------- | --------------------- | ------------------------------------------ | ----------------- |
| 14085                   | 9154                  | 860.003                                    | 20-222            |
| 14086                   | 9155                  | 860.004                                    | 20-218            |
| 14088                   | 9157                  | 860.006                                    | 20-223            |
| 14090                   | 9159                  | 860.008                                    | 20-221            |
| 14091                   | 9160                  | 860.009                                    | 20-224            |
| 14093                   | 9162                  | 860.011                                    | 20-219            |
| 14098                   | 9167                  | 860.016                                    | 20-225            |
| 14102                   | 9171                  | 860.020                                    | 20-220            |

Sie wurden auf allen Strecken Kroatiens und Serbiens im Reisezugdienst, in der Ebene auch vor schweren Güterzügen, gelegentlich sogar im leichten Schnellzugdienst eingesetzt.
Nach dem Balkanfeldzug teilten die deutschen Sieger und ihre Verbündeten das besetzte Jugoslawien 1941 auf. Entsprechend ging auch der Lokomotivpark an die Bahnen der Nachbarstaaten oder der neugegründeten deutschen Vasallenstaaten. Von der Reihe 20 gingen sechs Lokomotiven an Italien, 126 an die kroatische Staatsbahn Hrvatske državne železnice (HDŽ) des neuen Unabhängigen Staats Kroatien, 71 an die wieder gegründete SDŽ und 22 an die bulgarische Staatsbahn Balgarski Darschawni Schelesnizi (BDŽ). Nach Ende des Zweiten Weltkriegs kamen abgesehen von Kriegsverlusten alle Lokomotiven wieder in den Bestand der JDŽ. Die letzten Exemplare der Reihe wurden bis Mitte der 1970er Jahre in Serbien und Kroatien eingesetzt.

### Polen
Die polnische Staatsbahn Polskie Koleje Państwowe (PKP) übernahm nach ihrer Gründung 1919 vier Lokomotiven aus dem Bestand der k.u.k. Heeresbahn. Drei davon erhielten 1925 noch die PKP-Nummern Ti17-1 bis Ti17-3. Alle kamen 1939 zum sowjetischen Volkskommissariat für Transportwesen (NKPS).

### Rumänien
Die rumänische Staatsbahn Căile Ferate Române (CFR) übernahm 8 k.u.k. HB-Lokomotiven mit den Nummern 860.005, 007, 010, 012, 015 und 017–019, die die k.u.k. HB-Nummern behielten. Die 860.019 wurde 1936 ausgemustert, die übrigen vor 1934. Während des Zweiten Weltkriegs kam die zuvor zeitweise im Bestand des sowjetischen NKPS befindliche PKP Ti17-1 als 130.909 in den Bestand der CFR. Später verblieb sie bei den SŽD.

### Bulgarien
Die bulgarische Staatsbahn Balgarski Darschawni Schelesnizi (BDŽ) übernahm 1941 mit der Annexion von Mazedonien 22 Lokomotiven der JDŽ als 15.01–22. 1945 kamen die Lokomotiven wieder zurück an Jugoslawien.

### Sowjetunion
Das sowjetische Volkskommissariat für Transportwesen (NKPS) erfasste 1939 alle drei PKP Ti17. Während des Zweiten Weltkriegs kam die Ti17-1 zur CFR und die Ti17-2 zur Ostbahn (DR-Ost) ins Generalgouvernement, wo sie 1944 ausgemustert wurde. Der Verbleib der Ti17-3 ist den Quellen nicht zu entnehmen. Nach dem Krieg kam die Ti17-1 zu den sowjetischen Eisenbahnen Sowetskije schelesnyje dorogi (SŽD), die sie als Ти 17-1 (Ti 17-1) einreihten. Der weitere Verbleib ist nicht bekannt.

### Österreich
Nach dem Zweiten Weltkrieg befanden sich die 20-109, die 20-124 und die 20-126 auf österreichischem Gebiet im Bestand der Österreichischen Staatsbahn (ÖStB) in der sowjetischen Besatzungszone. Während des Kriegs waren sie im Bestand der SDŽ gewesen. 1946 wurden sie an die JDŽ zurückgegeben.

### Albanien
Die albanische Staatsbahn Hekurudha e Shqipërisë (HSH) übernahm 1945 von der Direktion Skopje der JDŽ zwei Lokomotiven, die 20-136 und eine weitere, die die Nummern behielten. Die 20-136 soll später abgestellt worden sein, von der nicht identifizierten Lokomotive wird berichtet, dass sie verschrottet wurde.

## Technik
Die Lokomotiven dieser Reihe wurden in dem von Borsig vor dem Ersten Weltkrieg gepflegten „englischen Stil“ konstruiert, der sich durch runde Formen und weitgehenden Verzicht auf Anbauten und Leitungen am Kessel auszeichnet. Bei der Reihe 20 sind der runde Dampfdom und die Schornsteinkrempe im Stil der Caledonian Railway dafür typische Merkmale. Optisch auffällig war vor allem der vordere Überhang, bei dem die Mittellinie des Schornsteins 460 Millimeter vor der Laufachse angeordnet wurde. Die Lokomotiven wurden mit Überhitzer und Kolbenschiebern ausgestattet und entsprachen damit dem Stand der Technik während ihrer Bauzeit.

## Erhaltene Lokomotiven
Mehrere Lokomotiven blieben in einem Teil der Nachfolgestaaten Jugoslawiens erhalten.

### Serbien

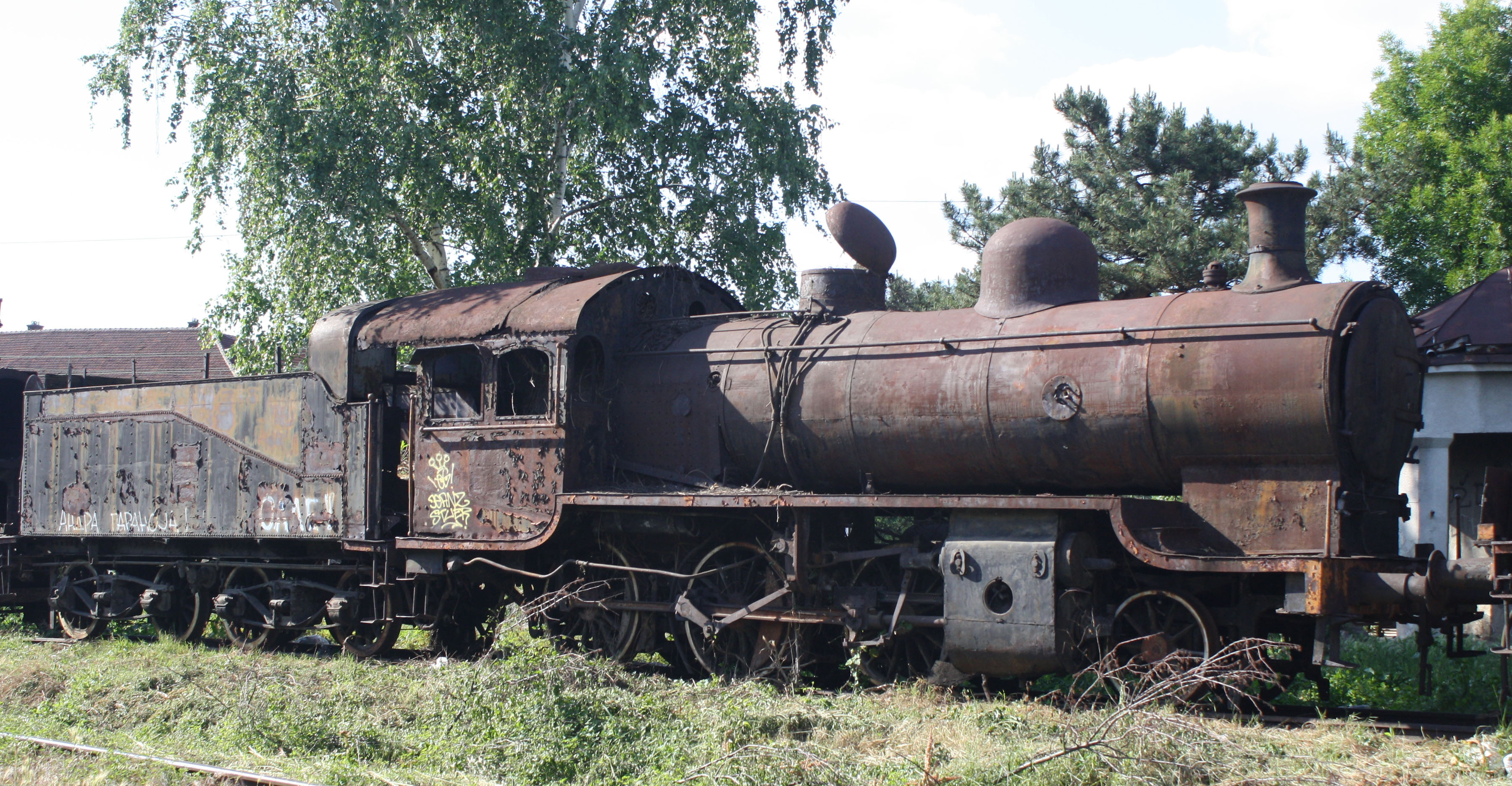
Die Lokomotive 20-100 in Niš (2021)

Drei Lokomotiven blieben in Serbien erhalten (Stand 2003):
- 20-100 (ex SHS 6100), Henschel/19093 von 1922, abgestellt in Niš[10]
- 20-149 (ex SHS 6149), AEG/2466 von 1922, war 2003 in Zrenjanin, autonome Provinz Vojvodina abgestellt[10]
- 20-196 (ex SHS 6196), Rheinmetall/539 von 1922, aufgestellt in Sombor, autonome Provinz Vojvodina[10]

### Kroatien
In Kroatien, dem früheren Haupteinsatzgebiet der Reihe 20, blieb die 1922 von Rheinmetall unter der Fabriknummer 527 hergestellte 20-184 (ex SHS 6184) als Denkmal in Jasenovac erhalten.

### Slowenien
In Slowenien ist die 20-183 (ex SHS 6183), 1922 von Rheinmetall unter der Fabriknummer 526 hergestellt, als Denkmal am Bahnhof von Trebnje erhalten geblieben. (siehe Bild in der Infobox)